# Inteligo
Inteligo – marka handlowa bankowości elektronicznej, utrzymywana i rozwijana przez PKO BP Finat, spółkę z grupy kapitałowej Powszechnej Kasy Oszczędności Bank Polski.

## Opis
System obsługi internetowej bankowości elektronicznej został zaprojektowany przez zespół programistów Inteligo Financial Services w 2000 w oparciu o Platformę Inteligo. Jest pierwszą w Polsce platformą obsługi bankowej, przeznaczonej dla klientów indywidualnych. Produkt wraz z marką został zarejestrowany w Urzędzie Patentowym Rzeczypospolitej Polskiej 12 lipca 2000. Platforma została udostępniona klientom wszystkich spółek grupy kapitałowej Powszechnej Kasy Oszczędności Banku Polskiego 1 maja 2001.
System bankowości elektronicznej oferował obsługę rachunków bankowych, kart płatniczych, kredytów gotówkowych oraz produkty oszczędnościowe i inwestycyjne. Wprowadzenie marki na rynek zostało poparte kampanią reklamową. Do końca 2001 Inteligo pozyskało ponad 100 tys. klientów.
W 2001 rachunki bankowe prowadzone były formalnie przez Bankgesellschaft Berlin Polska S.A., a od listopada 2002 przez PKO BP. W 2018 wstrzymano sprzedaż kart kredytowych, a w 2024 wstrzymano możliwość otwierania większości nowych rachunków bankowych.